# Крістіан Піно
Крістіан Піно (фр. Christian Pineau фр. вимова: [kʁistjɑ̃ pino]; 14 жовтня 1904 — 5 квітня 1995) — французький політичний і державний діяч, письменник. Міністр постачання (1945), міністр фінансів і економічних справ (1947), міністр громадських робіт (1948—1950), міністр закордонних справ (1956—1958).

## Життя і кар'єра
Піно народився в 1904 в Шомон-ан-Басіньї, Верхня Марна, Франція. Його батько був полковником французької армії та помер, коли він був маленькою дитиною. Його мати знову вийшла заміж за французького драматурга Жана Жироду. Він здобув освіту в École alsacienne в Парижі та отримав дипломи з права та політології. У 1931 він приєднався до персоналу Банку Франції, а пізніше працював у Banque de Paris et des Pays-Bas. У 1937 він заснував журнал  Banque et Bourse.
Лідер французького Опору Другої світової війни, який створив мережу під назвою Phalanx, Піно допоміг заснувати підпільну газету Libération. Він був близьким соратником Шарля де Голля і виконував небезпечні таємні місії, передаючи комунікації між окупованою Францією та штаб-квартирою Вільної Франції в Лондоні. У вересні 1942 був заарештований Gestapo, але втік. У 1943 він був знову заарештований і уникнув смертного вироку через підроблені документи, які приховували його справжню особу. Його відправили до концтабору Бухенвальд, де він залишався до звільнення американськими солдатами у 1945.
Піно представляв департамент Сарт як соціаліст у французьких Національних зборах Франції з 1946 по 1958. Після війни він служив міністром у французьких урядах, 1945—1958. Він був міністром постачання в уряді Шарля де Голля (1945) і міністром громадських робіт (1947—1950) в різних урядах.

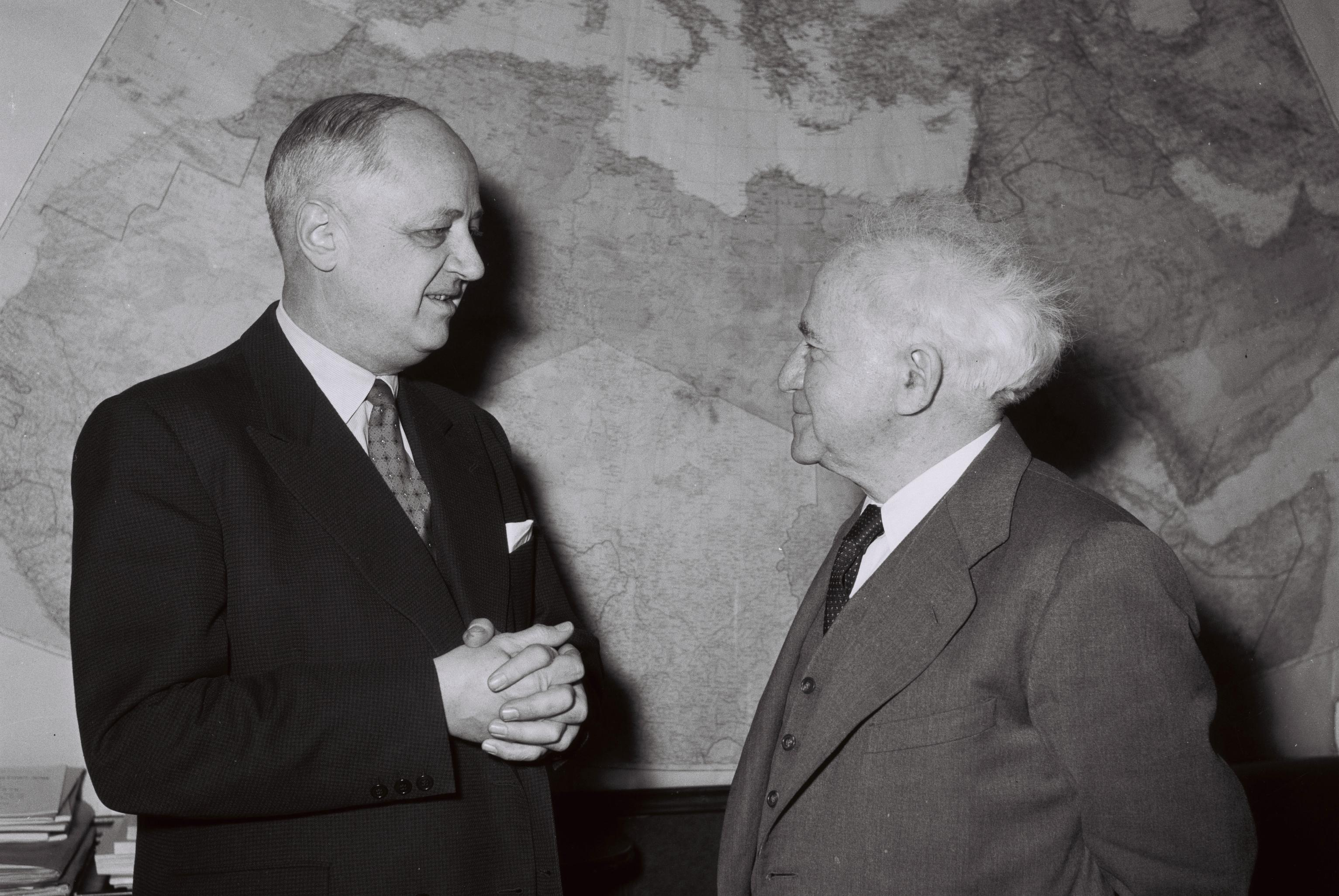
Зустріч Крістіана Піно з Давидом Бен-Ґуріоном в Ізраїлі, січень 1959

Як міністр закордонних справ (лютий 1956 — травень 1958), Піно відповідав за врегулювання Суецької кризи та підписання Римського договору від імені Франції. У жовтні 1956 він підписав Севрський протокол з Великою Британією та Ізраїлем від імені Франції.